# Магнетронное распыление

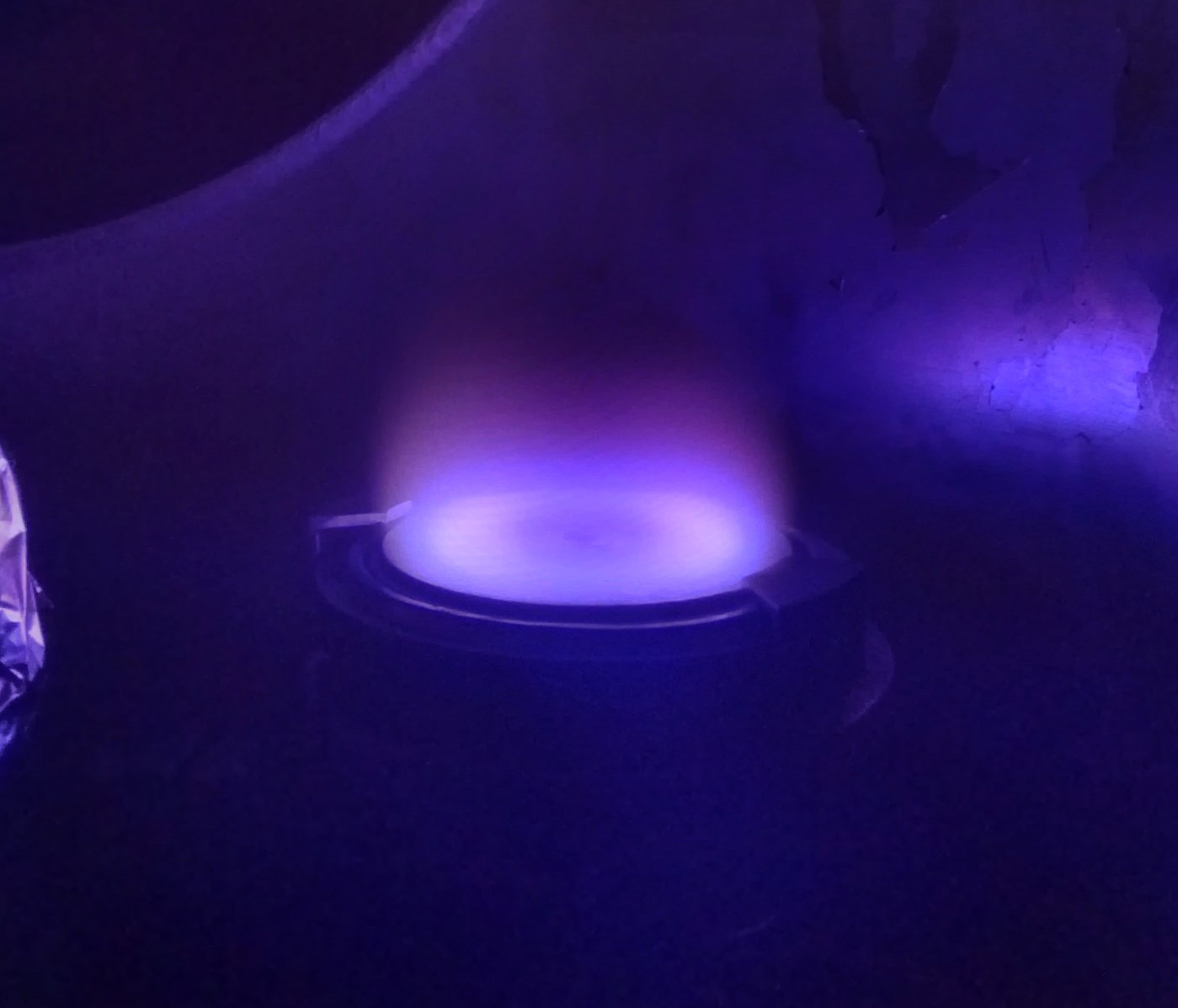
Магнетронная распылительная система (магнетрон)

Магнетронное распыление — технология нанесения тонких плёнок на подложку с помощью катодного распыления мишени в плазме магнетронного разряда — диодного разряда в скрещённых полях. Технологические устройства, предназначенные для реализации этой технологии, называются магнетронными распылительными системами, или, сокращённо, магнетронами (не путать с вакуумными магнетронами — устройствами, предназначенными для генерации СВЧ-колебаний).

## Магнетронный разряд
Магнетронным разрядом называют диодный газовый разряд в скрещённых полях (существует область пространства в разрядном объёме, где электрическое и магнитное поля ортогональны друг другу {\displaystyle \mathbf {B} \perp \mathbf {E} }; силовые линии магнитного поля направлены поперёк линий тока).

### История открытия
В 1898 году британский исследователь Филлипс описал появление кольцеобразного электрического разряда, возникающего вокруг зазора между стержневыми электродами в стеклянной колбе при пониженном давлении при включении осевого магнитного поля. В 1913 году проф. Струтт интерпретировал филлипсовский разряд как электрический разряд в скрещённых полях — аксиальном магнитном поле и радиальном электрическом. Он предположил, что радиальное электрическое поле создаётся положительным зарядом, накопленным за время предыдущего разряда на стенке колбы напротив зазора между электродами, а ионизация газа вызвана отрицательными частицами за время их удлинённого пробега поперёк магнитного поля от оси к стенке колбы. Струтт установил кольцевой анод вокруг торцов стержневых электродов и получил устойчивый кольцевой разряд. Наибольший вклад в изучение магнетронного разряда был внесён голландским физиком Ф. М. Пеннингом. Наряду с другими применениями магнетронного разряда (в качестве ионного источника, датчика измерения вакуума, ионного насоса), им было предложено применение магнетронного разряда для распыления и нанесения покрытий.

### Физические основы
С точки зрения механизма эмиссии электронов, магнетронный разряд постоянного тока представляет собой аномальный тлеющий разряд. Электроны покидают поверхность катода за счёт ионно-электронной эмиссии под действием ионной бомбардировки. В связи с тем, что коэффициент ионно-электронной эмиссии весьма мал, ионный ток на катод превышает электронный как минимум на порядок. Баланс заряженных частиц в плазме обеспечивается ионизацией нейтральных атомов газа электронами, ускоренными электрическим полем в тёмном катодном пространстве.

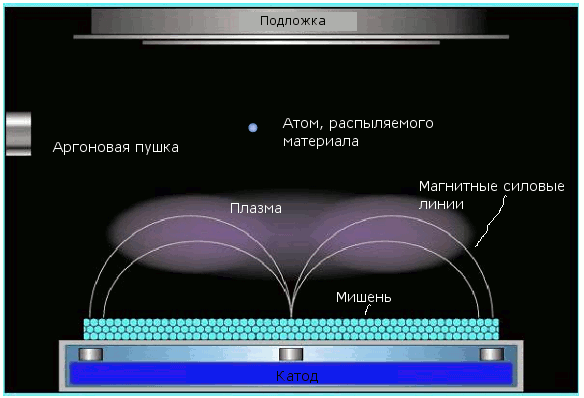
Принцип работы магнетрона

В отличие от тлеющего разряда, где электрон, не испытывающий столкновений, будет свободно ускоряться электрическим полем, пока не покинет область катодного падения потенциала (тёмное катодное пространство), наличие поперечного магнитного поля заставляет электрон искривлять свою траекторию под действием силы Лоренца. При достаточной величине магнитного поля электрон вернётся на катод с почти нулевой энергией и вновь начнёт ускоренное движение под действием электрического поля. Траекторией его движения будет циклоида, электрон дрейфует вдоль поверхности катода в направлении, перпендикулярном как электрическому, так и магнитному полю. Электрон находится в «ловушке», покинуть которую он может, только совершив столкновение с другой частицей. Тогда он перейдёт на новую траекторию, расположенную чуть дальше от катода и так до тех пор, пока не ослабнут поля, магнитное — за счёт удаления от полюсов магнитной системы, электрическое — за счёт плазменной экранировки. За счёт наличия ловушки многократно возрастает эффективность ионизации эмитированными электронами, что позволяет, в отличие от обычного диодного разряда, получать высокую плотность ионного тока, а значит, и высокие скорости распыления при относительно низких давлениях порядка 0,1 Па и ниже. Для того, чтобы ловушка работала эффективно, необходимо исключить утечку электронов на анод вдоль силовых линий магнитного поля, а траектории дрейфа должны быть замкнуты.

## Основы технологии
Технологическое значение магнетронного распыления заключается в том, что бомбардирующие поверхность катода (мишени) ионы распыляют её. На этом эффекте основаны технологии магнетронного травления, а благодаря тому, что распылённое вещество мишени, осаждаясь на подложку, может формировать плотную плёнку, наиболее широкое применение получило магнетронное напыление.

### Распыление мишени
При столкновении ионов с поверхностью мишени происходит передача момента импульса материалу. Падающий ион вызывает каскад столкновений в материале. После многократных столкновений импульс доходит до атома, расположенного на поверхности материала, так что атом отрывается от мишени и высаживается на поверхности подложки. Среднее число выбитых атомов на один падающий ион аргона называют эффективностью процесса, которая зависит от угла падения, энергии и массы иона, массы испаряемого материала и энергии связи атома в материале. В случае испарения кристаллического материала эффективность также зависит от расположения кристаллической решетки.

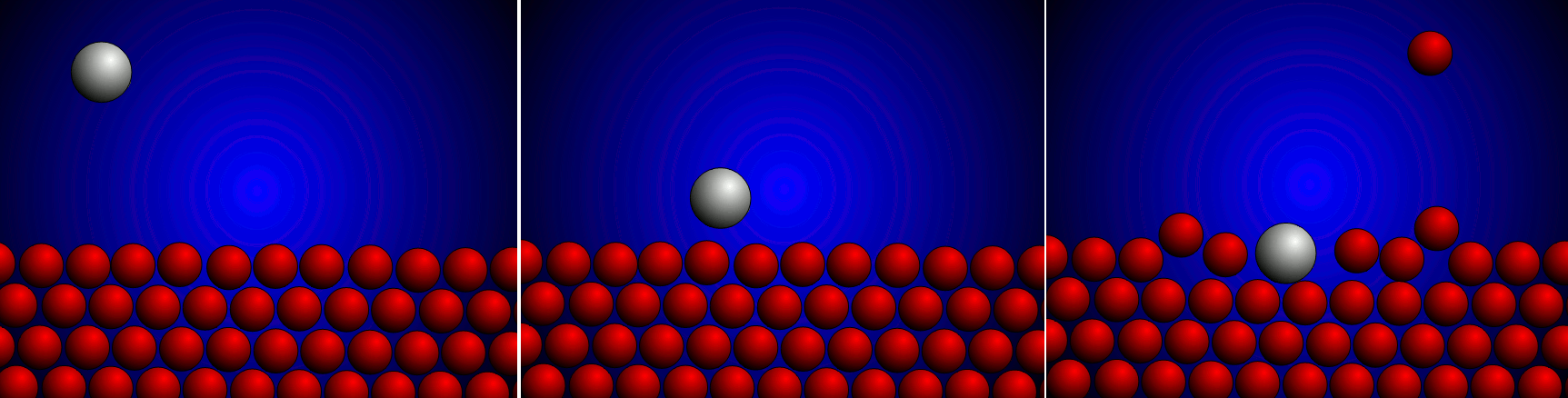
Процесс распыления мишени

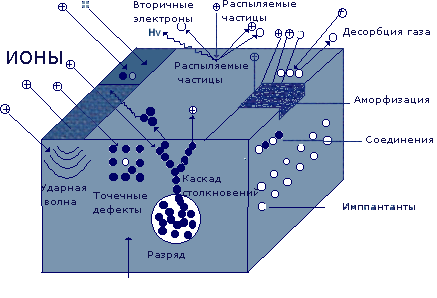
Физические процессы, происходящие в материале при его бомбардировке

Покидающие поверхность мишени частицы осаждаются в виде плёнки на подложке, а также частично рассеиваются на молекулах остаточных газов или осаждаются на стенках рабочей вакуумной камеры.

### Напыление металлов и сплавов
Напыление металлов и сплавов производят в среде инертного газа, как правило, аргона. В отличие от технологии термического испарения, при магнетронном распылении не происходит фракционирования мишеней сложного состава (сплавов).

### Реактивное напыление
Для напыления сложных соединений, например оксидов и нитридов, применяется так называемое реактивное магнетронное напыление. К плазмообразующему газу (аргону) добавляют реактивный газ (например, кислород или азот). В плазме магнетронного разряда реактивный газ диссоциирует, высвобождая активные свободные радикалы, которые взаимодействуют с осаждёнными на подложку распылёнными атомами, формируя химическое соединение.

## Магратрон
В советской литературе некоторое время встречался также термин «Магратрон». Слог «Маг» сокращённо означало магнетронное, «ра» — распылительное, «трон» — электроразрядное устройство. В связи с его непереводимостью на иностранные языки, термин не прижился, вместо него стали использовать слово «магнетрон».